# Tony Fernández
Pour les articles homonymes, voir Fernández.
Octavio Antonio Fernández Castro, dit Tony Fernandez (né le 30 juin 1962 à San Pedro de Macorís (République dominicaine) et mort le 15 février 2020 à Weston (Floride)), est un joueur d'arrêt-court étoiles dominicain qui joue dans les Ligues majeures de baseball pendant 17 saisons, de 1983 à 2001.
Surtout connu pour ses douze saisons chez les Blue Jays de Toronto, Fernandez honore cinq sélections au match des étoiles du baseball majeur, gagne quatre Gant doré du meilleur arrêt-court défensif de la Ligue américaine et est champion de la Série mondiale 1993 avec Toronto.

## Carrière
Tony Fernández signe son premier contrat professionnel avec les Blue Jays de Toronto en 1979. Il dispute son premier match dans le baseball majeur le 2 septembre 1983 et fait partie de l'effectif régulier des Blue Jays à partir de la saison 1985, où le joueur d'arrêt-court prend part à 161 des 162 matchs de saison régulière de son équipe. Il joue de plus en séries éliminatoires pour la première fois en 1985 et frappe dans une moyenne au bâton de ,333 dans les sept matchs entre Toronto et Kansas City dans une Série de championnat qui se solde par une amère défaite des Jays.
De 1986 à 1989, Fernandez remporte quatre saisons de suite le Gant doré du meilleur joueur d'arrêt-court défensif de la Ligue américaine. Fernandez élève sa moyenne au bâton au-dessus de ,300 en 1986 et 1987. Frappant respectivement pour ,310 et ,322 ces saisons-là, il se classe chaque fois septième de la Ligue américaine dans cette catégorie offensive. Auteur d'au minimum 20 buts volés dans sept saisons différentes au cours de sa carrière, sa rapidité l'amène à voler un record personnel de 32 buts en 1987. Il réussit trois fois en carrière plus de 10 triples en une saison, dont un sommet de 17 pour les Blue Jays de 1990, ce qui représente le meilleur total de tous les joueurs des majeures pour cette saison. Il participe de nouveau aux éliminatoires en 1989 pour Toronto, champion de la division Est, mais malgré sept coups sûrs, cinq buts volés et une moyenne au bâton de ,350 en seulement cinq parties contre les A's d'Oakland, les Jays s'avouent une fois de plus vaincus en Série de championnat face aux futurs champions de la Série mondiale.
Il est invité au match des étoiles en 1986, 1987 et 1989.
Le 5 décembre 1990, les Blue Jays et les Padres de San Diego complètent une transaction majeure impliquant quatre joueurs étoiles. Fernandez et Fred McGriff sont transférés à San Diego pour Roberto Alomar et Joe Carter. 
En 1992, Fernandez est invité à son quatrième match d'étoiles, pour la première fois avec l'équipe de la Ligue nationale.
Après deux années à San Diego, Fernandez est échangé aux Mets de New York en octobre 1992. ll amorce 1993 avec sa nouvelle équipe mais le 11 juin suivant, les Blue Jays rapatrient leur ancien joueur d'arrêt-court, cédant en retour aux Mets le voltigeur Darrin Jackson. Connaissant jusque-là une saison 1993 difficile, Fernandez élève son jeu à son retour au Canada et il frappe pour ,306 en 94 parties pour Toronto. Il a comme partenaire de double jeu au deuxième but le futur membre du Temple de la renommée du baseball, Roberto Alomar. Déjà champions de la Série mondiale 1992, les Blue Jays répètent leur exploit à l'automne 1993. Fernandez frappe pour ,318 avec sept coups sûrs en six matchs face aux White Sox de Chicago en Série de championnat de la Ligue américaine, puis ajoute sept coups sûrs et neuf points produits tout en frappant pour ,333 lors de la Série mondiale 1993 que les Jays remportent sur les Phillies de Philadelphie.
Devenu agent libre, il s'entend avec les Reds de Cincinnati pour la saison 1995. Il joue pour les Yankees de New York en 1995 et, après une saison 1996 à l'écart des majeures, se joint aux Indians de Cleveland en 1997. Dans la Série de championnat face aux Orioles de Baltimore, Fernandez frappe un de ses rares coup de circuit en onzième manche du sixième match, donnant aux Indians une victoire de 1-0 et leur permettant de remporter quatre parties à deux la finale de la Ligue américaine.
Ceci lui donne l'occasion de jouer en Série mondiale pour la seconde fois, mais une erreur défensive commise sur une balle à double jeu frappée par Craig Counsell lors de la septième partie de la finale entre les Indians et les Marlins de la Floride, alors que Fernadez est en poste au deuxième but, n'aide pas la cause de son club, qui s'incline lors du match ultime après un spectaculaire revirement provoqué par l'adversaire. 
Il redevient un joueur de confiance des Blue Jays lors d'un troisième passage avec le club torontois en 1998 et 1999, où on lui confie cette fois les deuxième et troisième coussin. Jouant 138 et 142 parties respectivement, il rehausse sa moyenne au bâton à des sommets jusque-là jamais atteints en carrière : ,321 et ,328 lors de ses deux années, avec 72 puis 75 points produits, là encore ses statistiques les plus élevées en carrière dans cette catégorie offensive. En 1999, il reçoit une cinquième et dernière sélection à la partie d'étoiles.
En 2000, Fernandez prend le chemin du Japon où il s'aligne avec les Seibu Lions de la NPB pendant un an. Il partage la saison 2001, sa dernière en ligues majeures, entre Milwaukee et, pour une dernière fois, Toronto, terminant le 7 octobre sa carrière là où il l'avait amorcée dix-sept ans et demi plus tôt.
Tony Fernández a joué 2158 matchs dans les majeures. Sa moyenne au bâton en carrière est de ,288 avec 2276 coups sûrs, dont 414 doubles, 92 triples et 94 coups de circuit. Il totalise 844 points produits, 1057 points marqués et 246 buts volés. Ses statistiques offensives en séries éliminatoires sont également éloquentes : moyenne au bâton de ,327 en 43 parties jouées avec 49 coups sûrs, 11 doubles, un circuit, 23 points produits, 13 points marqués et cinq buts volés.
En février 2012, Fernandez est engagé comme adjoint au manager général des Rangers du Texas Jon Daniels.

## Hommages
Les Blue Jays de Toronto n'ont jamais officiellement retiré de numéros de leurs anciens joueurs avant 2011. Ils ont cependant établi le Level of Excellence au Centre Rogers de Toronto pour honorer leurs vedettes du passé et membres importants de l'histoire de l'équipe. Tony Fernández en fait partie depuis 2001.
Fernández est éligible pour élection au Temple de la renommée du baseball en 2007 pour la première fois, mais n'obtient pas le nombre de votes suffisant pour voir son nom ajouté aux bulletins subséquents.
En 2008, il est intronisé au Temple de la renommée du baseball canadien.